# Nová Ves (district de Třebíč)
Pour les articles homonymes, voir Nová Ves.
Nová Ves (en allemand : Neudorf) est une commune du district de Třebíč, dans la région de Vysočina, en Tchéquie. Sa population s'élevait à 260 habitants en 2024.

## Géographie
Nová Ves se trouve à 6,8 km au nord-ouest de Třebíč, à 22,5 km au sud-est de Jihlava et à 136,5 km au sud-est de Prague.
La commune est limitée par Číhalín au nord, par Třebíč à l'est, par Petrovice au sud et au sud-ouest, et par Přibyslavice à l'ouest.

## Histoire
La première mention écrite de la localité date de 1214.

## Transports
Par la route, Nová Ves se trouve à 7,5 km de Třebíč, à 26,5 km de Jihlava et à 158 km de Prague.